# Uloborus formosus
Uloborus formosus là một loài nhện trong họ Uloboridae.
Loài này thuộc chi Uloborus. Uloborus formosus được miêu tả năm 1898 bởi Marx.